# Kumo-manička udolina
Kumo-manička udolina (ruski: Кумо-Манычская впадина) je geološka depresija u jugozapadnoj Rusiji, koja dijeli Rusku nizinu (na sjeveru) od Predkavkazja na jugu.
Ime je dobila po rijekama Kumi i Maniču.
Često ju se smatra prirodnom međom između Europe i Azije.
Jednom ju je službenom granicom proglasio ruski car Petar II. 1730. godina nakon zemljopisnih radova Philip Johan von Strahlenberg.